# Řepín
Obec Řepín se nachází v okrese Mělník ve Středočeském kraji, asi dvanáct kilometrů východně od Mělníka. Žije zde 722 obyvatel.

## Historie
První písemná zmínka o obci pochází z roku 1207, kdy ji získal řád německých rytířů. Ti zde v 1. polovině 13. století zřídili řádovou komendu.
Téměř sto let od konce 17. století náleželo panství Řepín rodu Valderode z Eckhausenu, v období 1806–1876 knížecímu rodu Rohanů a následně do dvacátých let 20. století bylo nadačním panstvím Tereziánské akademie ve Vídni. V roce 1895 mělo panství pět hospodářských dvorů s 749 ha polí, 8,5 ha luk, 6 ha pastvin a 30 ha zahrad.

### Územněsprávní začlenění
Dějiny územněsprávního začleňování zahrnují období od roku 1850 do současnosti. V chronologickém přehledu je uvedena územně administrativní příslušnost obce v roce, kdy ke změně došlo:
- 1850 země česká, kraj Praha, politický i soudní okres Mělník[5]
- 1855 země česká, kraj Praha, soudní okres Mělník
- 1868 země česká, kraj Praha, politický i soudní okres Mělník
- 1939 země česká, Oberlandrat Mělník, politický i soudní okres Mělník[6]
- 1942 země česká, Oberlandrat Praha, politický i soudní okres Mělník[7]
- 1945 země česká, správní i soudní okres Mělník[8]
- 1949 Pražský kraj, okres Mělník[9]
- 1960 Středočeský kraj, okres Mělník
- 2003 Středočeský kraj, okres Mělník, obec s rozšířenou působností Mělník

### Rok 1932
V obci Řepín (905 obyvatel, poštovní úřad, telefonní úřad, telegrafní úřad, katol. kostel) byly v roce 1932 evidovány tyto živnosti a obchody: lékař, biograf Sokol, 2 nákladní autodopravy, cukrář, drogerie, 3 holiči, 6 hostinců, kolář, 2 kováři, 2 krejčí, 2 obuvníci, obchod s ovocem, pekař, pohodný, pokrývač, rolník, 2 řezníci, sedlář, 9 obchodů se smíšeným zbožím, Spořitelní a záložní spolek pro Řepín a Živonín, šrotovník, 2 trafiky, 2 truhláři, velkostatek Štěpán, zahradník, zámečník, obchod se železářským zbožím.
V obci Živonín (325 obyvatel) byly v roce 1932 evidovány tyto živnosti a obchody: hostinec, 2 koláři, družstvo pro rozvod elektrické energie, 2 kováři, malíř pokojů, obuvník, 4 rolníci, sedlář, obchod se smíšeným zbožím, trafika, truhlář.

## Pamětihodnosti
- Zámek Řepín
- Kostel Panny Marie Vítězné

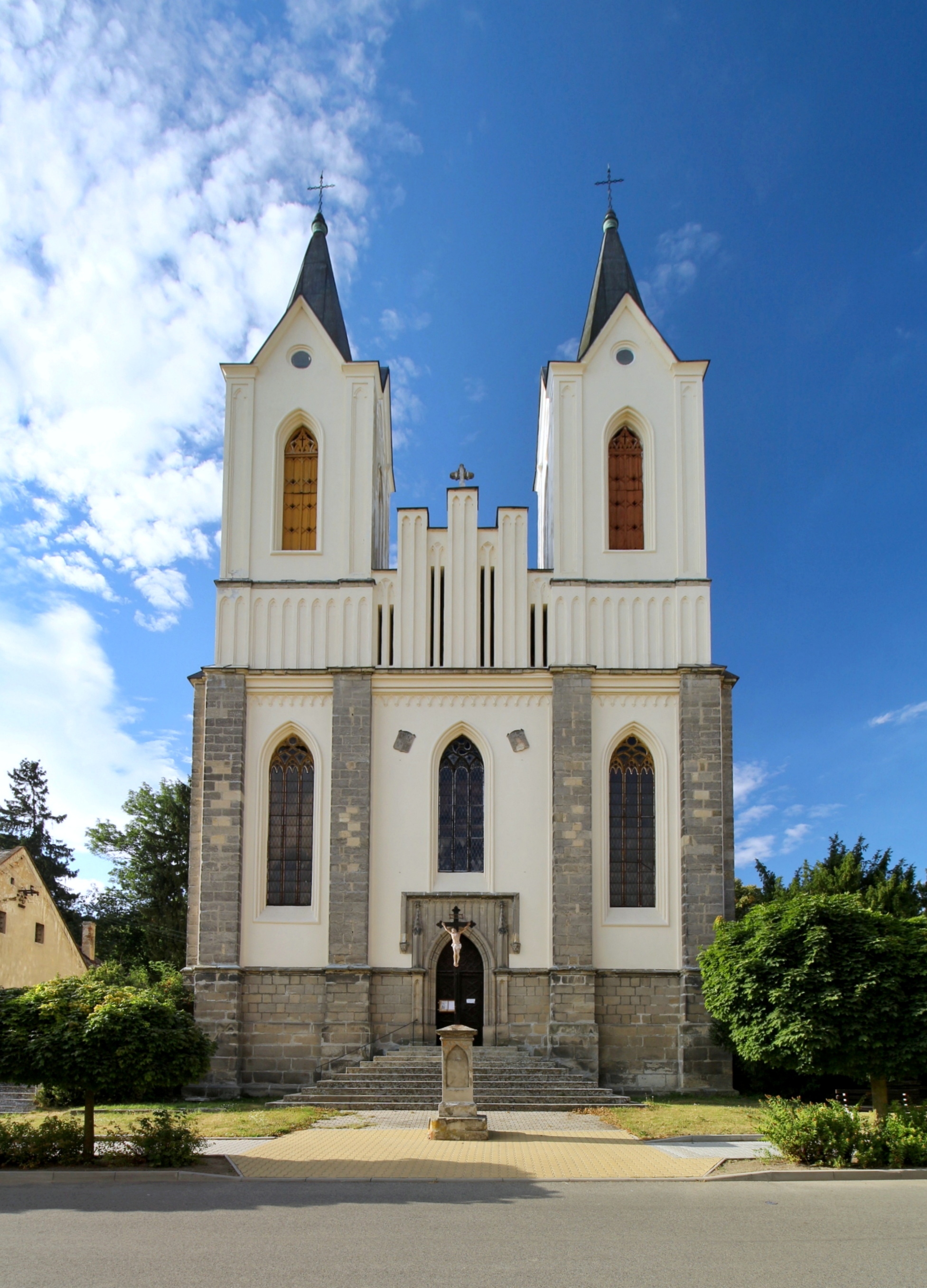
Kostel Panny Marie Vítězné

- Socha svatého Jana Nepomuckého na návsi
- Socha svatého Václava
- Fara
- Usedlosti čp. 20, 55, 61

## Významní rodáci
- Jiří Konstanc (1607–1673) byl český jezuitský kněz, jazykovědec
- Josef Norbert Seger (1716-1782) hudební skladatel, houslista a varhaník u Panny Marie Sněžné v Praze
- Gustav Victor Finger (1854–1919), český průkopník letectví
- Alois Rameš ml. (1911–1953), český cyklista

## Spolky v obci
- TJ Řepín fotbalový oddíl
- Sbor dobrovolných hasičů Řepín
- Myslivecké sdružení Řepín
- Sokol Řepín

## Části obce
- Řepín
- Živonín

## Doprava
Dopravní síť
- Pozemní komunikace – Do obce vedou silnice III. třídy.
- Železnice – Územím sousední obce Nebužely podél hranice s katastrálním územím Živonín prochází železniční trať Mladá Boleslav - Mšeno - Mělník, na které je zřízena železniční zastávka Živonín, od Živonína dosti vzdálená. Jedná se o jednokolejnou regionální trať, doprava byla v tomto úseku trati zahájena roku 1897.

Veřejná doprava 2012
- Autobusová doprava – Z obce vedly autobusové linky do těchto cílů: Mělnické Vtelno, Mělník, Mšeno (dopravci ČSAD Střední Čechy, a. s. a Kokořínský SOK, s. r. o.).
- Železniční doprava – Přepravní zatížení tratě mezi Mělníkem a Mšenem činilo denně 6 osobních vlaků.

## Turistika
- Cyklistika – Obcí prochází cyklotrasa č. 8170 Kroužek - Nebužely - Živonín - Řepín - Řepínský důl, území obce protíná cyklotrasa č. 0008 V Lukách - Řepínský důl - Vrátno - Nosálov.
- Pěší turistika – Územím obce vede turistická trasa  Mělnická Vrutice - V Lukách - U Zemljanek - Řepínský důl - Zahájí.

## Další fotografie

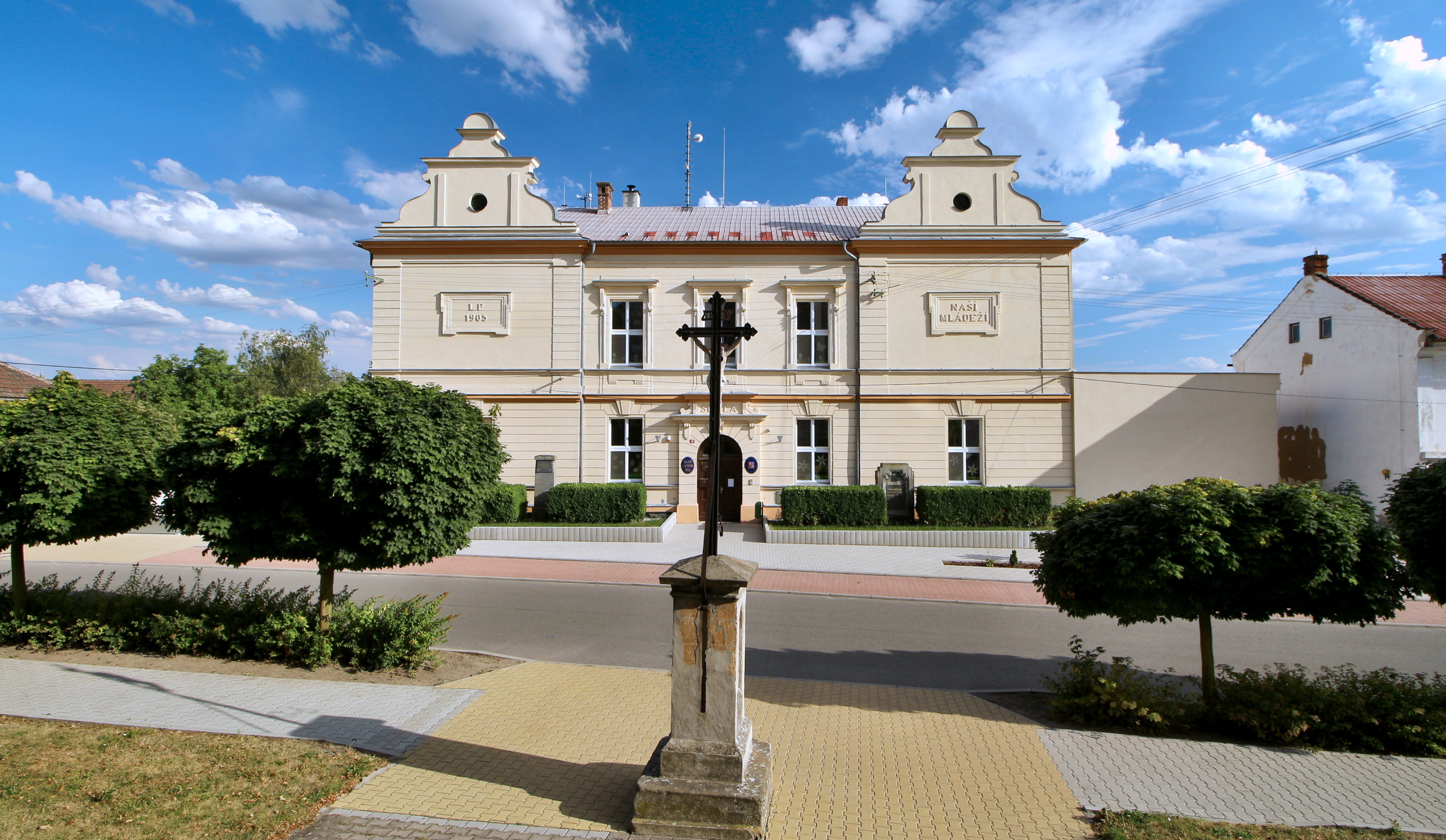
Základní a mateřská škola
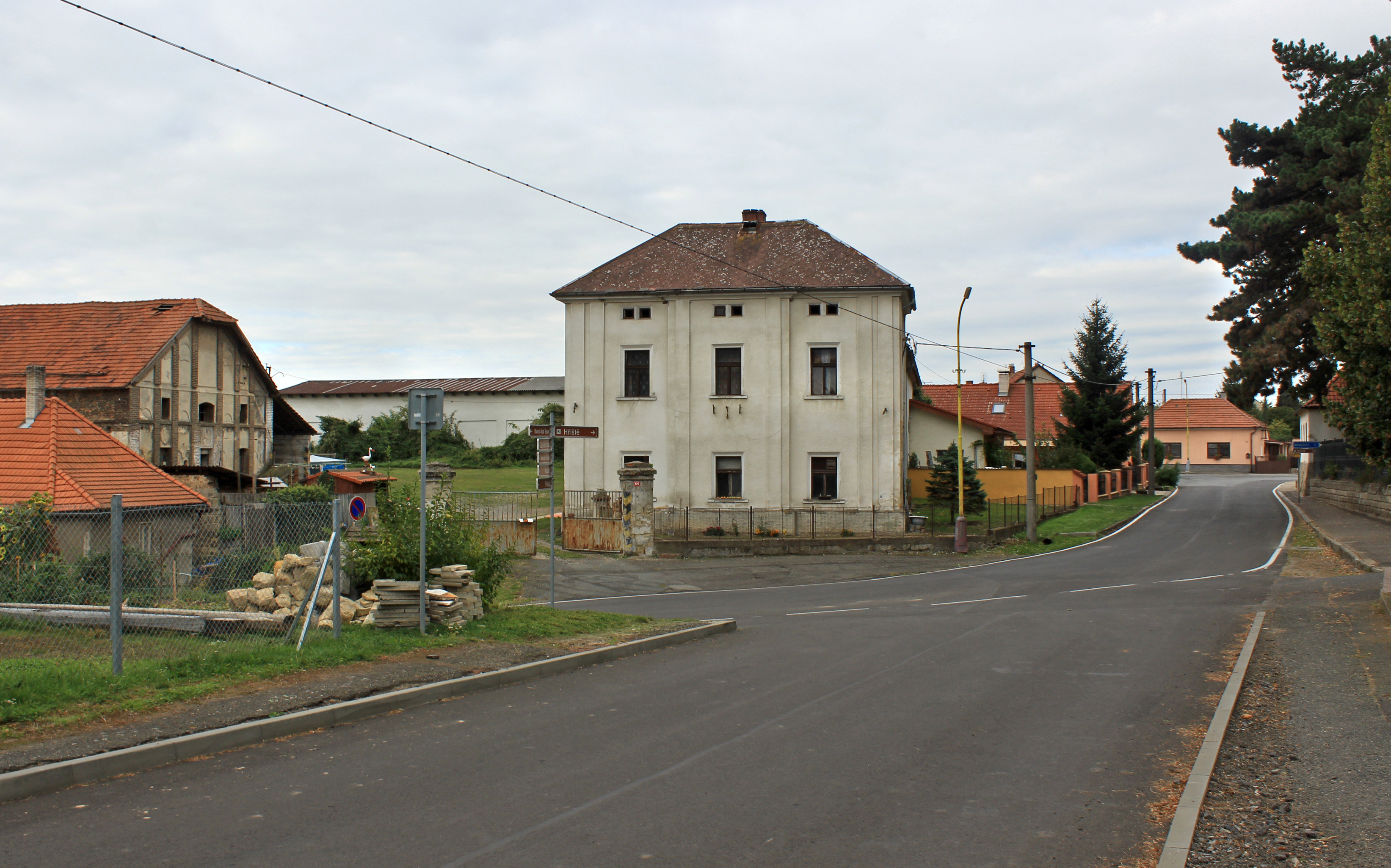
Křižovatka Libeňské a Mělnické ulice
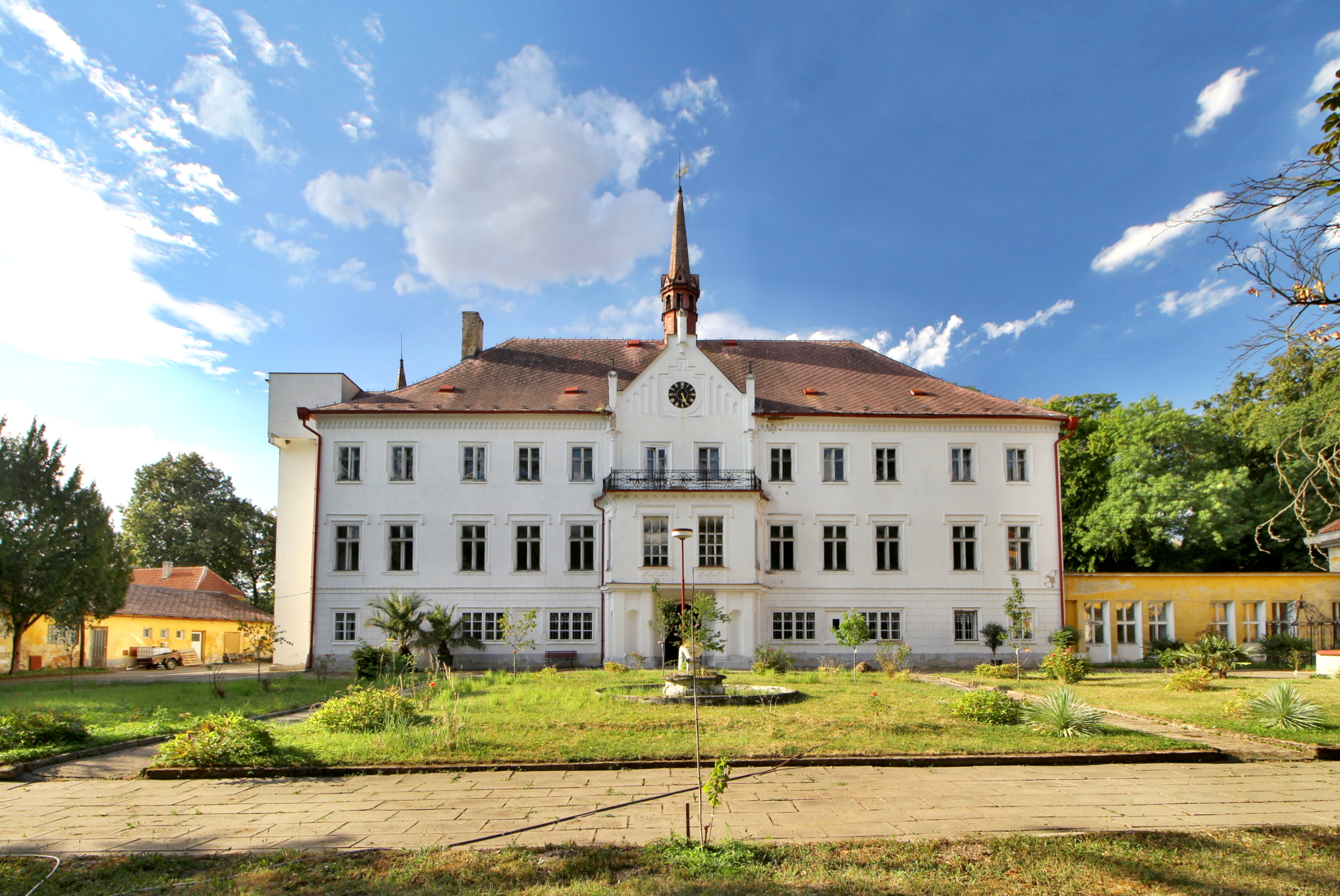
Řepínský zámek
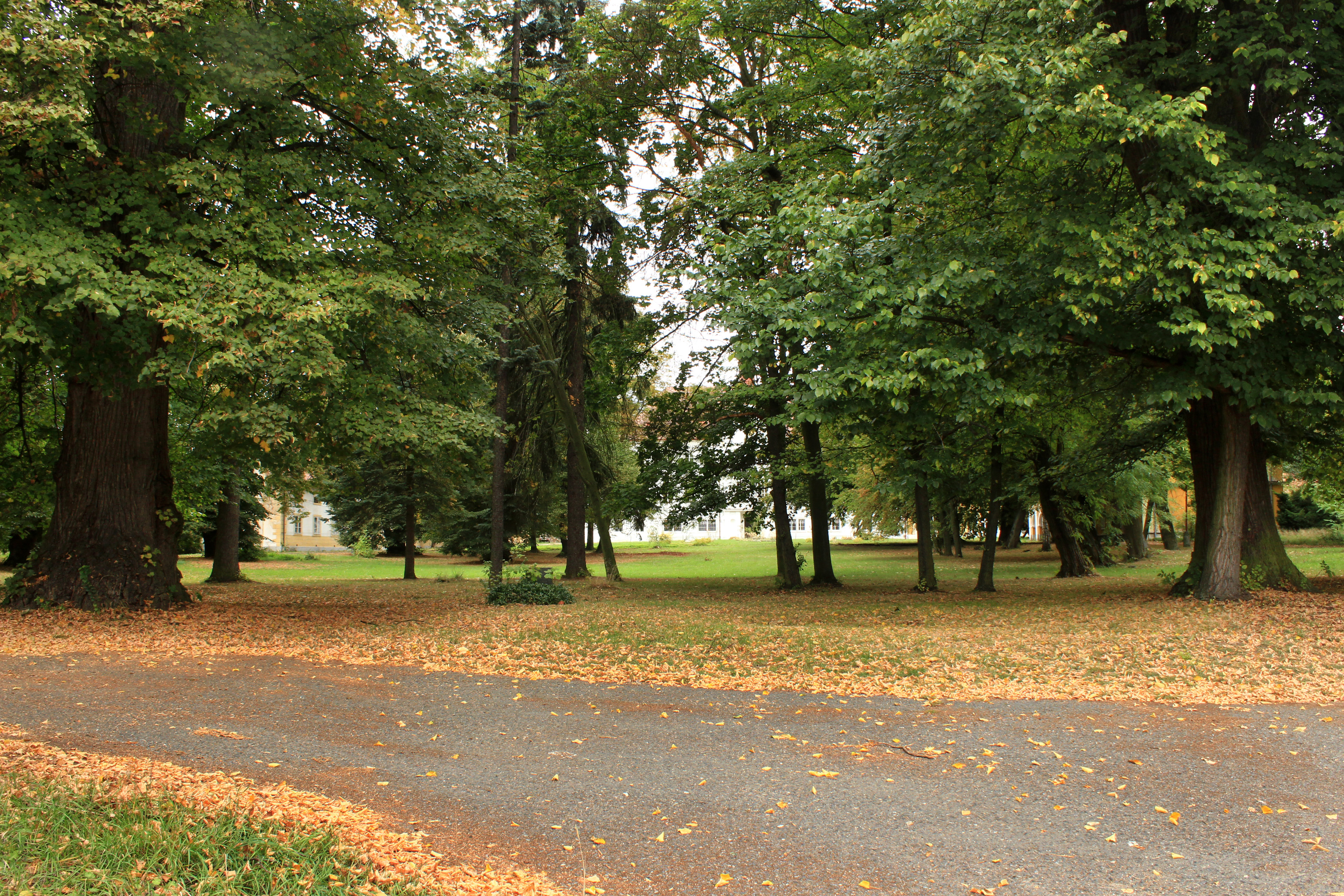
Zámecký park
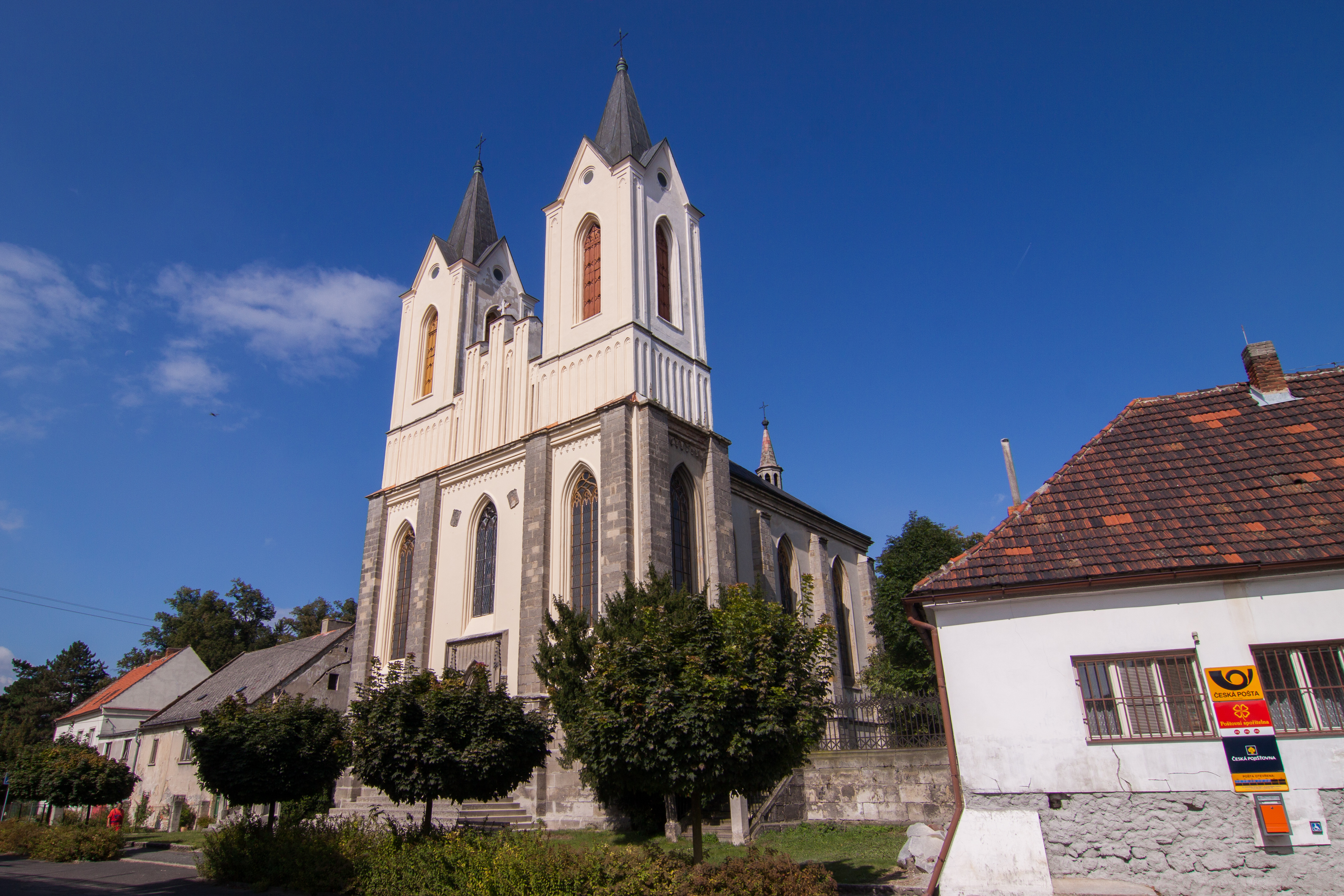
Kostel a pošta
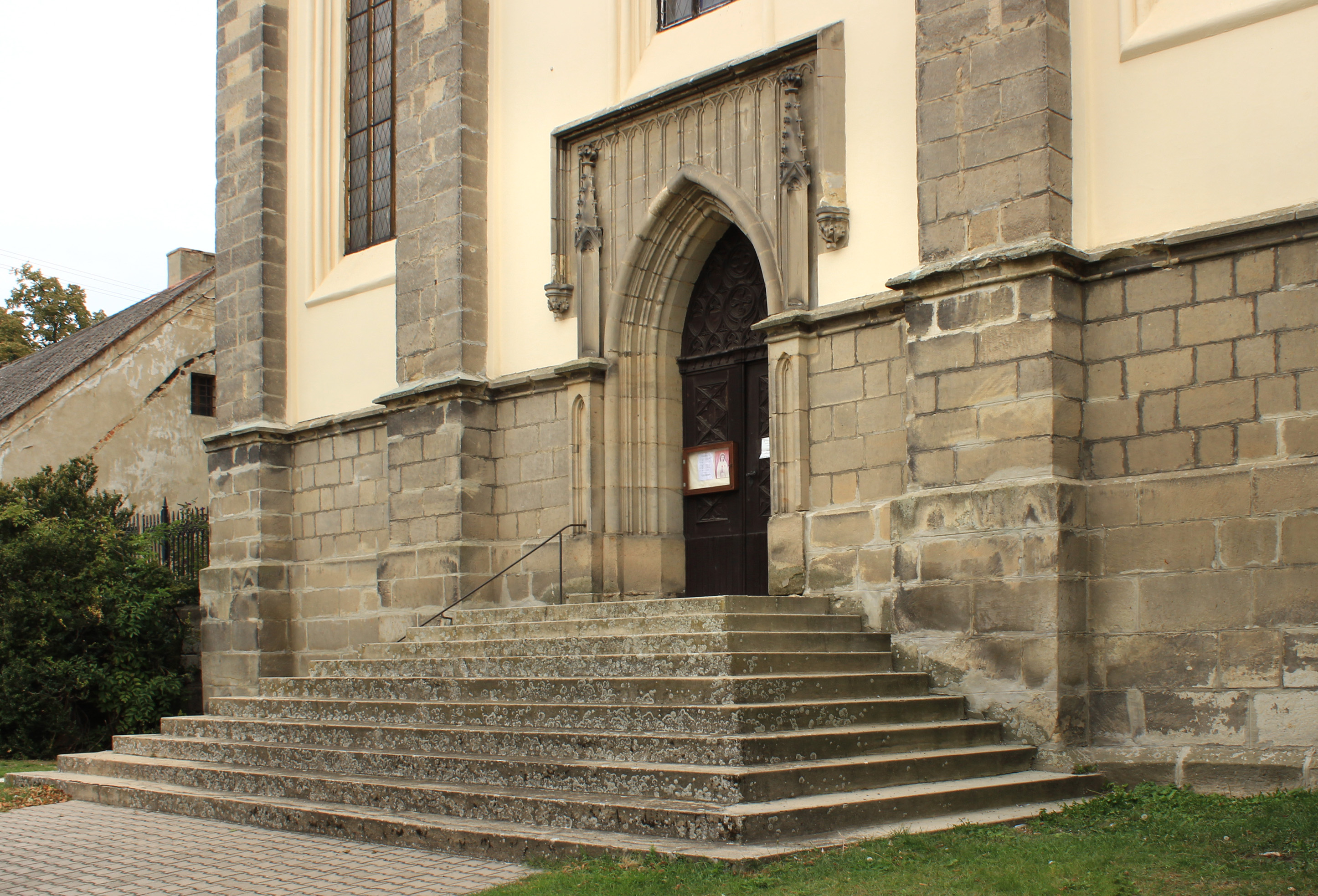
Vstup do kostela